# Deutsche Meisterschaften 1927
Als Deutsche Meisterschaft(en) 1927 oder DM 1927 bezeichnet man folgende Deutsche Meisterschaften, die im Jahr 1927 stattgefunden haben:  
- Deutsche Eishockey-Meisterschaft 1927
- Deutsche Fechtmeisterschaften 1927
- Deutsche Leichtathletik-Meisterschaften 1927
- Deutsche Ringermeisterschaften 1927
- Deutsche Schwimmmeisterschaften 1927
- Deutsches Meisterschaftsrudern 1927